# Leichtathletik-Europacup 1987
| 11. Leichtathletik-Europacup                          | 11. Leichtathletik-Europacup | 11. Leichtathletik-Europacup | 11. Leichtathletik-Europacup | 11. Leichtathletik-Europacup | 11. Leichtathletik-Europacup |
| ----------------------------------------------------- | ---------------------------- | ---------------------------- | ---------------------------- | ---------------------------- | ---------------------------- |
|                                                       |                              |                              |                              |                              |                              |
| Resultate Superliga (Endstand nach 36 Entscheidungen) |                              |                              |                              |                              |                              |
| Prag, Stadion Evžena Rošického – 27./28. Juni         |                              |                              |                              |                              |                              |
| Frauen                                                | Frauen                       | Frauen                       | Männer                       | Männer                       | Männer                       |
| Platz                                                 | Land                         | Punkte                       | Platz                        | Land                         | Punkte                       |
| 1                                                     | DDR                          | 119,0                        | 1                            | Sowjetunion                  | 117,0                        |
| 2                                                     | Sowjetunion                  | 092,0                        | 2                            | DDR                          | 114,5                        |
| 3                                                     | Bulgarien                    | 086,0                        | 3                            | Großbritannien               | 099,0                        |
| 4                                                     | BR Deutschland               | 077,0                        | 4                            | BR Deutschland               | 088,0                        |
| 5                                                     | Großbritannien               | 059,5                        | 5                            | Italien                      | 087,0                        |
| 6                                                     | Tschechoslowakei             | 051,5                        | 6                            | Tschechoslowakei             | 073,0                        |
| 7                                                     | Polen                        | 045,0                        | 7                            | Spanien                      | 072,0                        |
| 8                                                     | Frankreich                   | 045,0                        | 8                            | Polen                        | 058,5                        |
| ← Moskau 1985                                         | ← Moskau 1985                | ← Moskau 1985                | Gateshead 1989 →             | Gateshead 1989 →             | Gateshead 1989 →             |
|  abgestiegen in die 1. Liga des nächsten Europacups   |                              |                              |                              |                              |                              |

Dass Evžena Rošického Stadion von Prag im Jahr 2012 – zur größeren Ansicht einfach anklicken

Das 11. Leichtathletik-Europacup-Superligafinale fand am 27. und 28. Juni 1987 im Evžena Rošického Stadion von Prag (Tschechoslowakei) statt und umfasste 36 Disziplinen (20 Männer, 16 Frauen).

## Modus
Die diesjährige Austragung fand weiterhin nach den im Europacup 1983 erstmals gültigen Regeln statt. Das höchste Niveau des Cups wurde als Superliga bezeichnet und mit jeweils acht Männer- und Frauen-Teams ausgetragen. Die einen Rang darunter platzierten Nationen trugen ihre Wettbewerbe in der 1. Liga aus. Die Teams der 2. Liga waren in die beiden Gruppen 1 und 2 aufgeteilt. Die Teilnehmernationen waren durch die Resultate von 1985 mit Auf- und Absteigern bereits festgelegt. Alle Wettbewerbe wurden am selben Wochenende – Samstag, 27. und Sonntag, 28. Juni – ausgetragen. Die Platzierungen in den drei Ligen entschieden über das seit 1983 praktizierte System mit Auf- und Absteigern über die Ligeneinteilungen des nächsten Cups im Jahr 1989.
In diesem Jahr standen zum zweiten Mal Leichtathletik-Weltmeisterschaften auf dem Programm. Gleichzeitig entfiel der Leichtathletik-Weltcup. Dies wirkte sich auf die Bedeutung des Europacups abwertend aus. Die Aufmerksamkeit richtete sich eindeutig auf die Weltmeisterschaften als Saisonhöhepunkt. Außerdem entfiel für die Athleten die Motivation, sich für den Weltcup als Veranstaltung mit hohem internationalen Stellenwert zu qualifizieren. Der Zeitpunkt der Europacupaustragung lag mit Ende Juni sehr früh in der Saison. Das Leistungsniveau war entsprechend schwächer als bei früheren Europacupwettbewerben. So gab es nur einen einzigen Landesrekord.

## Der elfte Leichtathletik-Europacup
Seit 1975 fanden die Frauenwettbewerbe im A-Finale bzw. in der Superliga am selben Ort und an denselben beiden Tagen gemeinsam mit den Männerwettbewerben statt. So war es auch in der diesjährigen Austragung. Wie seit 1983 üblich wurden alle Ligen des Europacups am selben Wochenende durchgeführt. Ebenso wurde der bewährte zweijährige Wettkampfturnus mit Austragung der Veranstaltung in den ungeraden Jahren jeweils zwischen den Jahren mit Europameisterschaften bzw. Olympischen Spielen beibehalten.
Im Wettbewerbsprogramm gab es diesmal keine Änderungen. Der Wettbewerbskatalog für die Frauen wurde in den darauffolgenden Jahren sukzessive immer weiter an die Männerdisziplinen angepasst. Die nächste Erweiterung sollte 1993 erfolgen.
Die beiden dominierenden Nationen dieses Wettbewerbs teilten sich diesmal die beiden Siege. Den Frauenwettbewerb entschied die DDR klar für sich vor der Sowjetunion. Bei den Männern war die Reihenfolge umgekehrt. Die Sowjetunion verteidigte ihren Titel knapp vor der DDR. So blieben für die weiteren Teilnehmer nur die Plätze hinter diesen beiden Ländern.
Hier in Prag wurde ein Landesrekord aufgestellt:

4 × 100 m, Frauen: 42,31 s – Bulgarien (Ginka Sagortschewa, Anelija Nunewa, Nadeschda Georgiewa, Jordanka Donkowa)

## Länderwertungen 2. Liga
Die 2. Liga der Männer und Frauen wurde wie in den letzten Jahren in zwei Gruppen ausgetragen. Die Wettbewerbe der Gruppe 1 fanden im griechischen Athen statt, die der Gruppe 2 in Maia, Portugal. Aus beiden Gruppen qualifizierte sich das jeweils siegreiche Team für die Teilnahme in der B-Gruppe des nächsten Europacups.
| Länderwertungen 2. Liga Gruppe 1 in Athen | Länderwertungen 2. Liga Gruppe 1 in Athen | Länderwertungen 2. Liga Gruppe 1 in Athen | Länderwertungen 2. Liga Gruppe 1 in Athen | Länderwertungen 2. Liga Gruppe 1 in Athen | Länderwertungen 2. Liga Gruppe 1 in Athen |
|                                           | Frauen                                    | Frauen                                    |                                           | Männer                                    | Männer                                    |
| Platz                                     | Land                                      | Punkte                                    |                                           | Land                                      | Punkte                                    |
| ----------------------------------------- | ----------------------------------------- | ----------------------------------------- | ----------------------------------------- | ----------------------------------------- | ----------------------------------------- |
| 1                                         | Jugoslawien                               | 83                                        |                                           | Griechenland                              | 83,0                                      |
| 2                                         | Österreich                                | 71                                        |                                           | Niederlande                               | 72,0                                      |
| 3                                         | Griechenland                              | 66                                        |                                           | Dänemark                                  | 60,5                                      |
| 4                                         | Dänemark                                  | 52                                        |                                           | Zypern                                    | 46,5                                      |
| 5                                         | Zypern                                    | 31                                        |                                           | Türkei                                    | 37,0                                      |
| 6                                         | Türkei                                    | 31                                        |                                           |                                           |                                           |

 qualifiziert für die 1. Liga des nächsten Europacups
| Länderwertungen 2. Liga Gruppe 2 in Maia | Länderwertungen 2. Liga Gruppe 2 in Maia | Länderwertungen 2. Liga Gruppe 2 in Maia | Länderwertungen 2. Liga Gruppe 2 in Maia | Länderwertungen 2. Liga Gruppe 2 in Maia | Länderwertungen 2. Liga Gruppe 2 in Maia |
|                                          | Frauen                                   | Frauen                                   |                                          | Männer                                   | Männer                                   |
| Platz                                    | Land                                     | Punkte                                   |                                          | Land                                     | Punkte                                   |
| ---------------------------------------- | ---------------------------------------- | ---------------------------------------- | ---------------------------------------- | ---------------------------------------- | ---------------------------------------- |
| 1                                        | Spanien                                  | 70                                       |                                          | Belgien                                  | 72                                       |
| 2                                        | Belgien                                  | 59                                       |                                          | Portugal                                 | 66                                       |
| 3                                        | Portugal                                 | 41                                       |                                          | Irland                                   | 62                                       |
| 4                                        | Irland                                   | 35                                       |                                          | Norwegen                                 | 60                                       |
| 5                                        | Island                                   | 32                                       |                                          | Island                                   | 39                                       |

 qualifiziert für die 1. Liga des nächsten Europacups

## Länderwertungen 1. Liga
Die Wettbewerbe der Männer und Frauen in der 1. Liga wurden in der schwedischen Stadt Göteborg ausgetragen. Die siegreiche Mannschaft qualifizierte sich für die Superliga des kommenden Europacups. Außerdem stiegen die beiden Teams auf den letzten Plätzen ab in die 2. Liga.
| Länderwertungen 1. Liga | Länderwertungen 1. Liga | Länderwertungen 1. Liga | Länderwertungen 1. Liga | Länderwertungen 1. Liga | Länderwertungen 1. Liga |
|                         | Frauen – in Sittard     | Frauen – in Sittard     |                         | Männer – in Prag        | Männer – in Prag        |
| Platz                   | Land                    | Punkte                  |                         | Land                    | Punkte                  |
| ----------------------- | ----------------------- | ----------------------- | ----------------------- | ----------------------- | ----------------------- |
| 1                       | Rumänien                | 106,0                   |                         | Frankreich              | 117,0                   |
| 2                       | Ungarn                  | 083,0                   |                         | Bulgarien               | 102,0                   |
| 3                       | Italien                 | 080,5                   |                         | Schweden                | 097,0                   |
| 4                       | Schweiz                 | 069,6                   |                         | Ungarn                  | 087,0                   |
| 5                       | Finnland                | 062,5                   |                         | Österreich              | 082,0                   |
| 6                       | Schweden                | 062,5                   |                         | Schweiz                 | 082,0                   |
| 7                       | Norwegen                | 056,0                   |                         | Finnland                | 076,5                   |
| 8                       | Niederlande             | 050,0                   |                         | Jugoslawien             | 073,5                   |

 qualifiziert für die Superliga des nächsten Europacups

 abgestiegen in die 2. Liga des nächsten Europacups

## Länderwertungen Superliga
Die Männer- und Frauenteams auf dem jeweils letzten Platz stiegen in die 1. Liga des nachfolgenden Europacups ab.
| Länderwertungen Superliga – in Prag | Länderwertungen Superliga – in Prag | Länderwertungen Superliga – in Prag | Länderwertungen Superliga – in Prag | Länderwertungen Superliga – in Prag | Länderwertungen Superliga – in Prag |
|                                     | Frauen                              | Frauen                              |                                     | Männer                              | Männer                              |
| Platz                               | Land                                | Punkte                              |                                     | Land                                | Punkte                              |
| ----------------------------------- | ----------------------------------- | ----------------------------------- | ----------------------------------- | ----------------------------------- | ----------------------------------- |
| 1                                   | DDR                                 | 119,0                               | 1                                   | Sowjetunion                         | 117,0                               |
| 2                                   | Sowjetunion                         | 092,0                               | 2                                   | DDR                                 | 114,5                               |
| 3                                   | Bulgarien                           | 086,0                               | 3                                   | Großbritannien                      | 099,0                               |
| 4                                   | BR Deutschland                      | 077,0                               | 4                                   | BR Deutschland                      | 088,0                               |
| 5                                   | Großbritannien                      | 059,5                               | 5                                   | Italien                             | 087,0                               |
| 6                                   | Tschechoslowakei                    | 051,5                               | 6                                   | Tschechoslowakei                    | 073,0                               |
| 7                                   | Polen                               | 045,0                               | 7                                   | Spanien                             | 072,0                               |
| 8                                   | Frankreich                          | 045,0                               | 8                                   | Polen                               | 058,5                               |

 abgestiegen in die 1. Liga des nächsten Europacups

## Legende
Kurze Übersicht zur Bedeutung der Symbolik – so üblicherweise auch in sonstigen Veröffentlichungen verwendet:
| NR  | Nationaler Rekord                                            |
| DNF | did not finish (nicht im Ziel)                               |
| DSQ | disqualifiziert                                              |
| w   | Rückenwindunterstützung über dem erlaubten Limit von 2,0 m/s |
| x   | ungültig                                                     |
| o   | Höhe übersprungen                                            |
| –   | ausgelassen                                                  |
| w   | Rückenwindunterstützung über dem erlaubten Limit von 2,0 m/s |
| NM  | keine Höhe                                                   |
| ogV | ohne gültigen Versuch                                        |

## Superliga: Resultate der Einzeldisziplinen

### Männer

#### 100 m
| Platz | Athlet               | Land | Zeit (s) |
| ----- | -------------------- | ---- | -------- |
| 1     | Linford Christie     | GBR  | 10,23    |
| 2     | Steffen Bringmann    | GDR  | 10,36    |
| 3     | Pierfrancesco Pavoni | ITA  | 10,38    |
| 4     | Wiktor Bryshin       | URS  | 10,38    |
| 5     | José Arqués          | ESP  | 10,42    |
| 6     | Luboš Chochlík       | TCH  | 10,55    |
| 7     | Christian Haas       | FRG  | 10,60    |
| 8     | Joachim Helbik       | POL  | 10,73    |

Datum: 27. Juni
Wind: −1,0 m/s

#### 200 m
| Platz | Athlet               | Land | Zeit (s) |
| ----- | -------------------- | ---- | -------- |
| 1     | Linford Christie     | GBR  | 20,63    |
| 2     | Steffen Bringmann    | GDR  | 20,85    |
| 3     | Andrei Fedoriw       | URS  | 20,87    |
| 4     | Pierfrancesco Pavoni | ITA  | 20,91    |
| 5     | Jürgen Evers         | FRG  | 20,92    |
| 6     | Jindřich Roun        | TCH  | 21,18    |
| 7     | José Arqués          | ESP  | 21,20    |
| 8     | Czeslaw Pradzynski   | POL  | 21,25    |

Datum: 28. Juni
Wind: +1,5 m/s

#### 400 m
| Platz | Athlet                | Land | Zeit (s) |
| ----- | --------------------- | ---- | -------- |
| 1     | Thomas Schönlebe      | GDR  | 44,96    |
| 2     | Roger Black           | GBR  | 44,99    |
| 3     | Edgar Itt             | FRG  | 45,54    |
| 4     | Alexander Kurotschkin | URS  | 45,58    |
| 5     | Tomasz Jędrusik       | POL  | 45,96    |
| 6     | Antonio Sánchez       | ESP  | 46,01    |
| 7     | Luboš Balošák         | TCH  | 46,39    |
| 8     | Donato Sabia          | ITA  | 46,56    |

Datum: 27. Juni

#### 800 m
| Platz | Athlet             | Land | Zeit (min) |
| ----- | ------------------ | ---- | ---------- |
| 1     | Tom McKean         | GBR  | 1:45,96    |
| 2     | Donato Sabia       | ITA  | 1:46,38    |
| 3     | Peter Braun        | FRG  | 1:46,68    |
| 4     | Colomán Trabado    | ESP  | 1:47,13    |
| 5     | Milan Drahanovský  | TCH  | 1:47,24    |
| 6     | Hauke Fuhlbrügge   | GDR  | 1:47,32    |
| 7     | Piotr Piekarski    | POL  | 1:48,00    |
| 8     | Waleri Starodubzew | URS  | 1:48,27    |

Datum: 28. Juni

#### 1500 m
| Platz | Athlet             | Land | Zeit (min) |
| ----- | ------------------ | ---- | ---------- |
| 1     | José Luis González | ESP  | 3:45,49    |
| 2     | Steve Cram         | GBR  | 3:45,54    |
| 3     | Jens-Peter Herold  | GDR  | 3:46,19    |
| 4     | Wladimir Graudyn   | URS  | 3:46,73    |
| 5     | Dieter Baumann     | FRG  | 3:46,96    |
| 6     | Stefano Mei        | ITA  | 3:47,57    |
| 7     | Piotr Kurek        | POL  | 3:49,20    |
| 8     | Radim Kunčičky     | TCH  | 3:49,51    |

Datum: 27. Juni

#### 5000 m
| Platz | Athlet             | Land | Zeit (min) |
| ----- | ------------------ | ---- | ---------- |
| 1     | José Abascal       | ESP  | 13:32,87   |
| 2     | Tim Hutchings      | GBR  | 13:34,83   |
| 3     | Salvatore Antibo   | ITA  | 13:35,92   |
| 4     | Werner Schildhauer | GDR  | 13:36,55   |
| 5     | Steffen Brand      | FRG  | 13:41,37   |
| 6     | Michail Chramow    | URS  | 14:04,64   |
| 7     | Zdeněk Moravčík    | TCH  | 14:20,96   |
| 8     | Wieslaw Perszke    | POL  | 14:28,26   |

Datum: 28. Juni

#### 10.000 m
| Platz | Athlet           | Land | Zeit (min) |
| ----- | ---------------- | ---- | ---------- |
| 1     | Abel Antón       | ESP  | 28:46,65   |
| 2     | Salvatore Antibo | ITA  | 28:46,69   |
| 3     | Axel Krippschock | GDR  | 28:51,32   |
| 4     | Jon Solly        | GBR  | 28:55,84   |
| 5     | Oleg Strischakow | URS  | 28:59,38   |
| 6     | Bogusław Psujek  | POL  | 29:08,63   |
| 7     | Martin Vrábel    | TCH  | 29:11,09   |
| 8     | Christoph Herle  | FRG  | 29:36,35   |

Datum: 27. Juni

#### 110 m Hürden
| Platz | Athlet          | Land | Zeit (s) |
| ----- | --------------- | ---- | -------- |
| 1     | Igor Kasanow    | URS  | 13,48    |
| 2     | Colin Jackson   | GBR  | 13,53    |
| 3     | Aleš Höffer     | TCH  | 13,62    |
| 4     | Holger Pohland  | GDR  | 13,62    |
| 5     | Tomasz Nagórka  | POL  | 13,63    |
| 6     | Javier Moracho  | ESP  | 13,81    |
| 7     | Michael Radzey  | FRG  | 13,82    |
| 8     | Luigi Bertocchi | ITA  | 14,22    |

Datum: 28. Juni
Wind: +0,7 m/s

#### 400 m Hürden
| Platz | Athlet             | Land | Zeit (s) |
| ----- | ------------------ | ---- | -------- |
| 1     | Harald Schmid      | FRG  | 48,67    |
| 2     | Max Robertson      | GBR  | 49,92    |
| 3     | José Alonso        | ESP  | 50,15    |
| 4     | Oleg Asarow        | URS  | 50,48    |
| 5     | Stanislav Návesňák | TCH  | 50,49    |
| 6     | Uwe Ackermann      | GDR  | 50,64    |
| 7     | Luca Cosi          | ITA  | 51,23    |
| 8     | Leszek Rzepakowski | POL  | 52,09    |

Datum: 27. Juni

#### 3000 m Hindernis
| Platz | Athlet            | Land | Zeit (min) |
| ----- | ----------------- | ---- | ---------- |
| 1     | Francesco Panetta | ITA  | 8:13,74    |
| 2     | Roger Hackney     | GBR  | 8:28.68    |
| 3     | Hagen Melzer      | GDR  | 8:21,23    |
| 4     | Bogusław Mamiński | POL  | 8:30,19    |
| 5     | Domingo Ramón     | ESP  | 8:32,90    |
| 6     | Michael Heist     | FRG  | 8:38,76    |
| 7     | Witali Surin      | URS  | 8:40,33    |
| 8     | Luboš Gaisl       | TCH  | 8:53,45    |

Datum: 28. Juni

#### 4 × 100 m Staffel
| Platz | Besetzung        | Land                                                                  | Zeit (s) |
| ----- | ---------------- | --------------------------------------------------------------------- | -------- |
| 1     | Sowjetunion      | Alexander Jewgenjew Wiktor Bryshin Wladimir Murawjow Wladimir Krylow  | 38,42    |
| 2     | DDR              | Heiko Truppel Steffen Bringmann Steffen Schwabe Frank Emmelmann       | 39,03    |
| 3     | Italien          | Ezio Madonia Giovanni Bongiorni Paolo Catalano Pierfrancesco Pavoni   | 39,55    |
| 4     | Polen            | Joachim Helbik Zygfryd Wacyne Czeslaw Pradzynski Andrzej Klimaszewski | 39,58    |
| DNF   | BR Deutschland   | Christian Haas Dirk Schweisfurth Fritz Heer Norbert Dobeleit          |          |
| DNF   | Tschechoslowakei | Ivo Pištěk Luboš Chochlík Jiří Mezihorák Jindřich Roun                |          |
| DSQ   | Spanien          | Enrique Talavera Juan José Prado Ángel Heras José Javier Arques       |          |
| DSQ   | Großbritannien   | David Kirton Linford Christie Mike McFarlane Clarence Callendar       |          |

Datum: 27. Juni

#### 4 × 400 m Staffel
| Platz | Besetzung        | Land                                                              | Zeit (min) |
| ----- | ---------------- | ----------------------------------------------------------------- | ---------- |
| 1     | DDR              | Jens Carlowitz Carlo Niestädt Mathias Schersing Thomas Schönlebe  | 3:00,80    |
| 2     | Großbritannien   | Paul Harmsworth Brian Whittle Todd Bennett Roger Black            | 3:01,12    |
| 3     | BR Deutschland   | Norbert Dobeleit Edgar Itt Jörg Vaihinger Harald Schmid           | 3:01,32    |
| 4     | Sowjetunion      | Arkadi Kornilow Wladimir Prosin Oleg Asarow Alexander Kurotschkin | 3:03,18    |
| 5     | Italien          | Marcello Gantone Tiziano Gemelli Roberto Ribaud Donato Sabia      | 3:03,36    |
| 6     | Spanien          | Cayetano Cornet Antonio Sánchez José Alonso Ángel Heras           | 3:04,43    |
| 7     | Polen            | Zbigniew Janus Ryszard Wichrowski Marek Sira Tomasz Jędrusik      | 3:05,02    |
| 8     | Tschechoslowakei | Ján Tomko Jindřich Roun Dušan Malovec Luboš Balošák               | 3:05,55    |

Datum: 28. Juni

#### Hochsprung
| Platz | Athlet             | Land | Höhe (m) | Versuchsserie (m) | Versuchsserie (m) | Versuchsserie (m) | Versuchsserie (m) | Versuchsserie (m) | Versuchsserie (m) | Versuchsserie (m) | Versuchsserie (m) | Versuchsserie (m) |
| Platz | Athlet             | Land | Höhe (m) | 2,05              | 2,10              | 2,15              | 2,20              | 2,23              | 2,26              | 2,29              | 2,32              | 2,35              |
| 1     | Igor Paklin        | URS  | 2,32     | –                 | –                 | –                 | o                 | o                 | o                 | o                 | o                 | xxx               |
| 2     | Ján Zvara          | TCH  | 2,29     | –                 | –                 | o                 | o                 | o                 | xo                | xo                | xxx               |                   |
| 3     | Krzysztof Krawczyk | POL  | 2,26     | –                 | –                 | o                 | o                 | o                 | o                 | xxx               |                   |                   |
| 3     | Gerd Wessig        | GDR  | 2,26     | –                 | o                 | o                 | o                 | o                 | o                 | xxx               |                   |                   |
| 5     | Gerd Nagel         | FRG  | 2,23     | –                 | –                 | o                 | o                 | xxo               | xxx               |                   |                   |                   |
| 6     | Arturo Ortiz       | ESP  | 2,20     | o                 | –                 | o                 | xo                | xxx               |                   |                   |                   |                   |
| 7     | Luca Toso          | ITA  | 2,20     | –                 | o                 | o                 | xxo               | xxx               |                   |                   |                   |                   |
| 8     | Geoff Parsons      | GBR  | 2,15     | –                 | o                 | o                 | xxx               |                   |                   |                   |                   |                   |

Datum: 27. Juni

#### Stabhochsprung
| Platz | Athlet          | Land | Höhe (m) | Versuchsserie (m) | Versuchsserie (m) | Versuchsserie (m) | Versuchsserie (m) | Versuchsserie (m) | Versuchsserie (m) | Versuchsserie (m) | Versuchsserie (m) | Versuchsserie (m) |
| Platz | Athlet          | Land | Höhe (m) | 4,80              | 5,00              | 5,20              | 5,35              | 5,50              | 5,60              | 5,70              | 5,80              | 5,85              |
| 1     | Grigori Jegorow | URS  | 5,70     | –                 | –                 | –                 | xxo               | o                 | o                 | xo                | xx–               | x                 |
| 2     | Zdeněk Lubenský | TCH  | 5,60     | –                 | –                 | xo                | o                 | o                 | o                 | –                 | xxx               |                   |
| 3     | Bernhard Zintl  | FRG  | 5,35     | –                 | o                 | o                 | o                 | xxx               |                   |                   |                   |                   |
| 4     | Jeff Gutteridge | GBR  | 5,35     | –                 | o                 | o                 | xxo               | xxx               |                   |                   |                   |                   |
| 5     | Gianni Stecchi  | ITA  | 5,35     | o                 | o                 | xo                | xxo               | xxx               |                   |                   |                   |                   |
| 6     | Mike Thiede     | GDR  | 5,20     | –                 | o                 | o                 | xxx               |                   |                   |                   |                   |                   |
| 7     | Albert Ruiz     | ESP  | 5,20     | –                 | xo                | o                 | xxx               |                   |                   |                   |                   |                   |
| NM    | Marian Kolasa   | POL  | ogV      | –                 | –                 | xxx               |                   |                   |                   |                   |                   |                   |

Datum: 28. Juni

#### Weitsprung
| Platz | Athlet               | Land | Weite (m) | Versuchsserie (m) | Versuchsserie (m) | Versuchsserie (m) | Versuchsserie (m) | Versuchsserie (m) | Versuchsserie (m) |
| Platz | Athlet               | Land | Weite (m) | 1. Versuch        | 2. Versuch        | 3. Versuch        | 4. Versuch        | 5. Versuch        | 6. Versuch        |
| 1     | Robert Emmijan       | URS  | 8,38      | 8,09              | 8,06              | 8,38              | x                 | x                 | x                 |
| 2     | Marco Delonge        | GDR  | 8,04      | 7,97              | 8,04              | 8,00              | –                 | x                 | 8,01              |
| 3     | Ivo Krsek            | TCH  | 7,98      | 7,97              | 7,74              | 7,98              | x                 | x                 | x                 |
| 4     | Giovanni Evangelisti | ITA  | 7,87      | 7,87              | 7,74              | 7,76              | –                 | 7,56              | 7,84              |
| 5     | Christian Thomas     | FRG  | 7,77      | 7,57              | 7,77              | x                 | 7,52              | 7,68              | 7,60              |
| 6     | Stanisław Jaskułka   | POL  | 7,74      | 7,44              | 7,52              | 7,74              | x                 | x                 | 5,91              |
| 7     | Ángel Hernández      | ESP  | 7,59      | 7,34              | 6,96              | 7,35              | 7,59              | 7,24              | 7,30              |
| 8     | Derrick Brown        | GBR  | 7,41      | x                 | 7,41              | x                 | 7,30              | x                 | 7,36              |

Datum: 27. Juni

#### Dreisprung
| Platz | Athlet            | Land | Weite (m) | Versuchsserie (m) | Versuchsserie (m) | Versuchsserie (m) | Versuchsserie (m) | Versuchsserie (m) | Versuchsserie (m) |
| Platz | Athlet            | Land | Weite (m) | 1. Versuch        | 2. Versuch        | 3. Versuch        | 4. Versuch        | 5. Versuch        | 6. Versuch        |
| 1     | Oleg Prozenko     | URS  | 17,61     | 17,58             | 17,53             | 17,51             | x                 | x                 | 17,61             |
| 2     | Zdzisław Hoffmann | POL  | 17,06     | x                 | 16,55             | x                 | 17,06             | x                 | x                 |
| 3     | Peter Bouschen    | FRG  | 16,98     | 16,24             | x                 | 16,50             | 16,98             | x                 | 16,10             |
| 4     | Ivan Slanař       | TCH  | 16,94     | 16,65             | 14,35             | x                 | 16,80             | x                 | 16,94             |
| 5     | John Herbert      | GBR  | 16,70     | 16,54             | x                 | 16,60             | 16,70             | x                 | 16,67             |
| 6     | Dario Badinelli   | ITA  | 16,67     | 16,38             | 16,67             | x                 | x                 | 16,42             | 15,44             |
| 7     | Dirk Gamlin       | GDR  | 16,34     | 16,34             | 14,59             | 16,27             | 13,96             | 16,09             | 16,23             |
| 8     | Antonio Corgos    | ESP  | 16,28     | 15,51             | –                 | 15,49             | –                 | 16,28             | x                 |

Datum: 28. Juni

#### Kugelstoßen
| Platz | Athlet            | Land | Weite (m) | Versuchsserie (m) | Versuchsserie (m) | Versuchsserie (m) | Versuchsserie (m) | Versuchsserie (m) | Versuchsserie (m) |
| Platz | Athlet            | Land | Weite (m) | 1. Versuch        | 2. Versuch        | 3. Versuch        | 4. Versuch        | 5. Versuch        | 6. Versuch        |
| 1     | Ulf Timmermann    | GDR  | 22,01     | 21,57             | x                 | 22,01             | x                 | 21,70             | 21,57             |
| 2     | Alessandro Andrei | ITA  | 21,46     | 20,65             | 21,46             | 20,97             | x                 | 21,19             | x                 |
| 3     | Remigius Machura  | TCH  | 21,40     | 19,78             | 20,44             | 20,56             | x                 | 21,20             | 21,40             |
| 4     | Helmut Krieger    | POL  | 20,82     | x                 | 18,94             | 19,86             | 20,82             | x                 | x                 |
| 5     | Sergei Smirnow    | URS  | 20,74     | 19,92             | 20,74             | 20,50             | x                 | x                 | 20,31             |
| 6     | Karsten Stolz     | FRG  | 20,01     | 20,01             | 19,76             | 19,79             | x                 | x                 | 19,79             |
| 7     | Martin Vara       | TCH  | 17,67     | 16,82             | 16,96             | 17,04             | x                 | 17,67             | x                 |
| 8     | Paul Edwards      | GBR  | 17,03     | 17,03             | x                 | 16,53             | x                 | 16,44             | 16,44             |

Datum: 27. Juni

#### Diskuswurf
| Platz | Athlet             | Land | Weite (m) | Versuchsserie (m) | Versuchsserie (m) | Versuchsserie (m) | Versuchsserie (m) | Versuchsserie (m) | Versuchsserie (m) |
| Platz | Athlet             | Land | Weite (m) | 1. Versuch        | 2. Versuch        | 3. Versuch        | 4. Versuch        | 5. Versuch        | 6. Versuch        |
| 1     | Vaclawas Kidikas   | URS  | 66,80     | 63,20             | 64,66             | 63,82             | 66,80             | 64,92             | 63,84             |
| 2     | Jürgen Schult      | GDR  | 66,54     | 62,22             | 64,88             | 66,54             | 66,50             | 65,06             | 66,00             |
| 3     | Rolf Danneberg     | FRG  | 66,18     | 66,18             | 63,22             | 64,30             | x                 | 63,70             | x                 |
| 4     | Imrich Bugár       | TCH  | 65,48     | 59,58             | 65,48             | 62,20             | x                 | 64,48             | x                 |
| 5     | Dariusz Juzyszyn   | POL  | 62,22     | 61,22             | 60,44             | x                 | x                 | 62,22             | x                 |
| 6     | David Martínez     | ESP  | 57,36     | 57,36             | 56,80             | 55,26             | x                 | 54,64             | x                 |
| 7     | Antonio Roccabella | ITA  | 57,04     | x                 | x                 | x                 | 55,80             | 57,02             | 57,04             |
| 8     | Paul Mardle        | GBR  | 56,34     | 54,96             | 54,80             | x                 | 54,32             | 56,34             | 54,30             |

Datum: 28. Juni

#### Hammerwurf
| Platz | Athlet            | Land | Weite (m) | Versuchsserie (m) | Versuchsserie (m) | Versuchsserie (m) | Versuchsserie (m) | Versuchsserie (m) | Versuchsserie (m) |
| Platz | Athlet            | Land | Weite (m) | 1. Versuch        | 2. Versuch        | 3. Versuch        | 4. Versuch        | 5. Versuch        | 6. Versuch        |
| 1     | Sergei Litwinow   | URS  | 82,28     | 81,60             | x                 | 81,70             | 80,72             | 82,28             | x                 |
| 2     | Ralf Haber        | GDR  | 79,76     | 78,96             | 78,34             | 79,44             | 78,92             | 79,76             | 77,26             |
| 3     | Christoph Sahner  | FRG  | 75,28     | x                 | 73,78             | 74,48             | 72,72             | 74,24             | 75,28             |
| 4     | Lucio Serrani     | ITA  | 73,98     | x                 | 72,16             | 69,82             | 71,74             | 73,20             | 73,98             |
| 5     | Francisco Fuentes | ESP  | 69,66     | 64,94             | 67,50             | 67,78             | x                 | 69,66             | 68,46             |
| 6     | Dave Smith        | GBR  | 65,56     | x                 | x                 | 64,94             | x                 | 65,56             | 65,02             |
| 7     | Milan Malat       | TCH  | 64,64     | x                 | 62,30             | 64,64             | x                 | x                 | x                 |
| 8     | Leszek Woderski   | POL  | 64,14     | 61,86             | 61,80             | 64,14             | 62,36             | 63,92             | 63,80             |

Datum: 28. Juni

#### Speerwurf
| Platz | Athlet           | Land | Weite (m) | Versuchsserie (m) | Versuchsserie (m) | Versuchsserie (m) | Versuchsserie (m) | Versuchsserie (m) | Versuchsserie (m) |
| Platz | Athlet           | Land | Weite (m) | 1. Versuch        | 2. Versuch        | 3. Versuch        | 4. Versuch        | 5. Versuch        | 6. Versuch        |
| 1     | Wiktor Jewsjukow | URS  | 84,86     | 82,14             | 83,84             | 84,18             | 84,86             | x                 | 80,56             |
| 2     | Klaus Tafelmeier | FRG  | 83,30     | 83,30             | 81,08             | x                 | 82,72             | x                 | x                 |
| 3     | Jan Železný      | TCH  | 81,18     | 75,30             | 81,18             | x                 | 80,80             | x                 | 78,54             |
| 4     | Mick Hill        | GBR  | 79,80     | x                 | 75,40             | 75,76             | 78,24             | 79,06             | 79,80             |
| 5     | Gerald Weiß      | GDR  | 79,00     | 75,90             | 78,00             | 75,96             | 76,76             | 75,34             | 79,00             |
| 6     | Fabio De Gaspari | ITA  | 76,06     | 72,64             | 73,94             | 74,40             | 76,06             | x                 | 70,82             |
| 7     | Bogdan Patelka   | POL  | 73,88     | 73,88             | x                 | x                 | 69,14             | x                 | 71,92             |
| 8     | Julián Sotelo    | ESP  | 64,62     | 62,62             | 64,62             | 61,46             | 61,00             | 60,24             | x                 |

Datum: 27. Juni

### Frauen

#### 100 m
| Platz | Athletin       | Land | Zeit (s) |
| ----- | -------------- | ---- | -------- |
| 1     | Marlies Göhr   | GDR  | 10,95    |
| 2     | Anelija Nunewa | BUL  | 11,08    |
| 3     | Ulrike Sarvari | FRG  | 11,30    |
| 4     | Paula Dunn     | GBR  | 11,37    |
| 5     | Eva Murková    | TCH  | 11,37    |
| 6     | Laurence Bily  | FRA  | 11,44    |
| 7     | Ewa Kasprzyk   | POL  | 11,45    |
| 8     | Iryna Sljussar | URS  | 11,45    |

Datum: 27. Juni
Wind: −0,4 m/s

#### 200 m
| Platz | Athletin            | Land | Zeit (s) |
| ----- | ------------------- | ---- | -------- |
| 1     | Silke Gladisch      | GDR  | 21,99    |
| 2     | Nadeschda Georgiewa | BUL  | 22,50    |
| 3     | Ewa Kasprzyk        | POL  | 22,63    |
| 4     | Ute Thimm           | FRG  | 22,87    |
| 5     | Maja Asaraschwili   | URS  | 22,88    |
| 6     | Paula Dunn          | GBR  | 23,17    |
| 7     | Magali Seguin       | FRA  | 23,49    |
| 8     | Monika Špičková     | TCH  | 23,68    |

Datum: 28. Juni
Wind: +1,3 m/s

#### 400 m
| Platz | Athletin          | Land | Zeit (s) |
| ----- | ----------------- | ---- | -------- |
| 1     | Petra Müller      | GDR  | 49,91    |
| 2     | Marija Pinigina   | URS  | 50,46    |
| 3     | Rossiza Stamenowa | BUL  | 51,23    |
| 4     | Gisela Kinzel     | FRG  | 51,69    |
| 5     | Fabienne Ficher   | FRA  | 52,47    |
| 6     | Marzena Wojdecka  | POL  | 52,61    |
| 7     | Linda Keough      | GBR  | 52,79    |
| 8     | Jana Mrocová      | TCH  | 53,02    |

Datum: 27. Juni

#### 800 m
| Platz | Athletin              | Land | Zeit (min) |
| ----- | --------------------- | ---- | ---------- |
| 1     | Tetjana Samolenko     | URS  | 1:59,26    |
| 2     | Jarmila Kratochvílová | TCH  | 1:59,26    |
| 3     | Christine Wachtel     | GDR  | 1:59,54    |
| 4     | Diane Edwards         | GBR  | 2:00,21    |
| 5     | Margrit Klinger       | FRG  | 2:00,47    |
| 6     | Juliana Marinowa      | BUL  | 2:00,52    |
| 7     | Zofia Wiecziorkowska  | POL  | 2:03,36    |
| 8     | Natalie Thoumas       | FRA  | 2:05,25    |

Datum: 27. Juni

#### 1500 m
| Platz | Athletin           | Land | Zeit (min) |
| ----- | ------------------ | ---- | ---------- |
| 1     | Kirsty Wade        | GBR  | 4:09,03    |
| 2     | Tetjana Samolenko  | URS  | 4:09,60    |
| 3     | Andrea Lange       | GDR  | 4:09,82    |
| 4     | Brigitte Kraus     | FRG  | 4:10,99    |
| 5     | Florence Giolitti  | FRA  | 4:11,52    |
| 6     | Nikolina Schterewa | BUL  | 4:12,40    |
| 7     | Jana Kučeríková    | TCH  | 4:12,44    |
| 8     | Barbara Klepka     | POL  | 4:17,08    |

Datum: 28. Juni

#### 3000 m
| Platz | Athletin            | Land | Zeit (min) |
| ----- | ------------------- | ---- | ---------- |
| 1     | Ulrike Bruns        | GDR  | 8:44,48    |
| 2     | Yvonne Murray       | GBR  | 8:48,15    |
| 3     | Olga Bondarenko     | URS  | 8:48,54    |
| 4     | Annette Sergent     | FRA  | 9:01,52    |
| 5     | Claudia Borgschulze | FRG  | 9:03,37    |
| 6     | Jana Kučeríková     | TCH  | 9:05,99    |
| 7     | Wanja Stojanowa     | BUL  | 9:15,45    |
| 8     | Wanda Panfil        | POL  | 9:17,62    |

Datum: 27. Juni

#### 10.000 m
| Platz | Athletin             | Land | Zeit (min) |
| ----- | -------------------- | ---- | ---------- |
| 1     | Kathrin Ullrich      | GDR  | 32:42,05   |
| 2     | Angela Tooby         | GBR  | 32:46,78   |
| 3     | Natalia Sorokiwskaja | URS  | 33:10,48   |
| 4     | Radka Naplatanowa    | BUL  | 33:31,82   |
| 5     | Maria Lelut          | FRA  | 33:33,20   |
| 6     | Kerstin Preßler      | FRG  | 34:02,62   |
| 7     | Alena Močáriová      | TCH  | 35:19,46   |
| 8     | Renata Kokowska      | POL  | 35:41,26   |

Datum: 28. Juni

#### 100 m Hürden
| Platz | Athletin            | Land | Zeit (s) |
| ----- | ------------------- | ---- | -------- |
| 1     | Cornelia Oschkenat  | GDR  | 12,47    |
| 2     | Jordanka Donkowa    | BUL  | 12,53    |
| 3     | Claudia Zaczkiewicz | FRG  | 12,97    |
| 4     | Natalia Grigorjewa  | URS  | 13,11    |
| 5     | Anne Piquereau      | FRA  | 13,15    |
| 6     | Milena Tebichova    | TCH  | 13,58    |
| 7     | Lesley-Ann Skeet    | GBR  | 13,66    |
| 8     | Barbara Latos       | POL  | 13,72    |

Datum: 28. Juni
Wind: −0,9 m/s

#### 400 m Hürden
| Platz | Athletin            | Land | Zeit (s) |
| ----- | ------------------- | ---- | -------- |
| 1     | Sabine Busch        | GDR  | 54,23    |
| 2     | Genowefa Błaszak    | POL  | 55,44    |
| 3     | Jelena Gontscharowa | URS  | 55,70    |
| 4     | Gudrun Abt          | FRG  | 56,66    |
| 5     | Hélène Huart        | FRA  | 56,67    |
| 6     | Bonka Penewa        | BUL  | 57,50    |
| 7     | Jennifer Pearson    | GBR  | 58,16    |
| 8     | Zuzana Machotková   | TCH  | 58,97    |

Datum: 27. Juni

#### 4 × 100 m Staffel
| Platz | Land             | Besetzung                                                               | Zeit (s) |
| ----- | ---------------- | ----------------------------------------------------------------------- | -------- |
| 1     | DDR              | Silke Gladisch Heike Drechsler Ingrid Auerswald Marlies Göhr            | 41,94000 |
| 2     | Bulgarien        | Ginka Sagortschewa Anelija Nunewa Nadeschda Georgiewa Jordanka Donkowa  | 42,31 NR |
| 3     | BR Deutschland   | Silke-Beate Knoll Ulrike Sarvari Andrea Thomas Ute Thimm                | 43,23000 |
| 4     | Polen            | Joanna Smolarek Agnieszka Siwek Jolanta Janota Ewa Kasprzyk             | 43,82000 |
| 5     | Frankreich       | Françoise Leroux Christelle Bulteau Laurence Bily Muriel Leroy          | 43,99000 |
| 6     | Tschechoslowakei | Monika Špičková Daniela Weegerova Nadezhda Bonova Jana Nikova           | 44,99000 |
| 7     | Großbritannien   | Sandra Whitacker Joan Baptiste Eleanor Cohen Paula Dunn                 | 46,42000 |
| DSQ   | Sowjetunion      | Olga Solotarjowa Natalja Pomoschtschnikowa Olga Naumkina Iryna Sljussar |          |

Datum: 27. Juni

#### 4 × 400 m Staffel
| Platz | Land             | Besetzung                                                             | Zeit (min) |
| ----- | ---------------- | --------------------------------------------------------------------- | ---------- |
| 1     | Sowjetunion      | Vineta Ikauniece Marija Pinigina Ljudmyla Dschyhalowa Olga Nasarowa   | 3:20,42    |
| 2     | DDR              | Kirsten Emmelmann Sabine Busch Heike Drechsler Petra Müller           | 3:20,60    |
| 3     | BR Deutschland   | Ute Thimm Karin Lix Helga Arendt Gisela Kinzel                        | 3:25,29    |
| 4     | Bulgarien        | Malena Andonowa Rossiza Stamenowa Katja Iliewa Juliana Marinowa       | 3:26,90    |
| 5     | Polen            | Ewa Marcinkowska Marcena Wojdecka Elzbieta Kapusta Genowefa Błaszak   | 3:29,18    |
| 6     | Großbritannien   | Carol Finlay Angela Piggford Linda Forsyth Linda Keough               | 3:31,43    |
| 7     | Frankreich       | Nathalie Simon Juliette Mato Nadine Debois Fabienne Ficher            | 3:31,44    |
| 8     | Tschechoslowakei | Helena Dziurová Gabriela Sedláková Jana Mrocová Jarmila Kratochvílová | 3:31,96    |

Datum: 28. Juni

#### Hochsprung
| Platz | Athletin           | Land | Höhe (m) |
| ----- | ------------------ | ---- | -------- |
| 1     | Stefka Kostadinowa | BUL  | 2,00     |
| 2     | Tamara Bykowa      | URS  | 1,96     |
| 3     | Heike Redetzky     | FRG  | 1,96     |
| 4     | Susanne Beyer      | GDR  | 1,96     |
| 5     | Brigitte Rougeron  | FRA  | 1,85     |
| 6     | Janet Boyle        | GBR  | 1,85     |
| 6     | Jana Brenkusová    | TCH  | 1,85     |
| 8     | Urszula Kielan     | POL  | 1,80     |

Datum: 28. Juni

#### Weitsprung
| Platz | Athletin             | Land | Weite (m) |
| ----- | -------------------- | ---- | --------- |
| 1     | Heike Drechsler      | GDR  | 7,2600    |
| 2     | Galina Tschistjakowa | URS  | 7,1500    |
| 3     | Sofia Boschanowa     | BUL  | 6,7500    |
| 4     | Eva Murková          | TCH  | 6,6100    |
| 5     | Jolanta Bartczak     | POL  | 6,47 w    |
| 6     | Mary Berkeley        | GBR  | 6,3900    |
| 7     | Anette Hellig        | FRG  | 6,3100    |
| 8     | Nadine Debois        | FRA  | 6,1800    |

Datum: 28. Juni

#### Kugelstoßen
| Platz | Athletin            | Land | Weite (m) |
| ----- | ------------------- | ---- | --------- |
| 1     | Natalja Lissowskaja | URS  | 21,56     |
| 2     | Ines Müller         | GDR  | 20,82     |
| 3     | Helena Fibingerová  | TCH  | 20,28     |
| 4     | Swetla Mitkowa      | BUL  | 19,81     |
| 5     | Claudia Losch       | FRG  | 19,47     |
| 6     | Judy Oakes          | GBR  | 18,25     |
| 7     | Malgorzata Wolska   | POL  | 17,35     |
| 8     | Léone Bertimon      | FRA  | 15,71     |

Datum: 28. Juni

#### Diskuswurf
| Platz | Athletin           | Land | Weite (m) |
| ----- | ------------------ | ---- | --------- |
| 1     | Diana Gansky       | GDR  | 73,90     |
| 2     | Zwetanka Christowa | BUL  | 68,26     |
| 3     | Zdeňka Šilhavá     | TCH  | 65,04     |
| 4     | Galina Jermakowa   | URS  | 62,22     |
| 5     | Dagmar Galler      | FRG  | 59,96     |
| 6     | Renata Katewicz    | POL  | 58,42     |
| 7     | Kathryn Farr       | GBR  | 56,07     |
| 8     | Isabelle Devaluez  | FRA  | 53,56     |

Datum: 27. Juni

#### Speerwurf
| Platz | Athletin               | Land | Weite (m) |
| ----- | ---------------------- | ---- | --------- |
| 1     | Petra Felke            | GDR  | 71,26     |
| 2     | Natallja Jermalowitsch | URS  | 64,42     |
| 3     | Beate Peters           | FRG  | 64,38     |
| 4     | Galja Nikolowa         | BUL  | 62,22     |
| 5     | Elena Burgárová        | TCH  | 60,00     |
| 6     | Julie Abel             | GBR  | 57,46     |
| 7     | Maria Jabłońska        | POL  | 57,18     |
| 8     | Evelyne Giardino       | FRA  | 55,96     |

Datum: 27. Juni

## Videolinks
- Männerwettbewerbe
  - COPPA EUROPA ATLETICA 1987 100, youtube.com, abgerufen am 5. Februar 2024
  - COPPA EUROPA ATLETICA 1987 200, youtube.com, abgerufen am 5. Februar 2024
  - COPPA EUROPA ATLETICA 1987 400, youtube.com, abgerufen am 5. Februar 2024
  - ATLETICA COPPA EUROPA 1987 PRAGA 2ND SABIA 1987, youtube.com, abgerufen am 5. Februar 2024
  - COPPA EUROPA ATLETICA 1987 1500, youtube.com, abgerufen am 5. Februar 2024
  - COPPA EUROPA ATLETICA 1987 5000, youtube.com, abgerufen am 5. Februar 2024
  - ATLETICA COPPA EUROPA 1987 PRAGA 2ND ANTIBO 10000, youtube.com, abgerufen am 5. Februar 2024
  - COPPA EUROPA ATLETICA 1987 110 HS, youtube.com, abgerufen am 5. Februar 2024
  - COPPA EUROPA ATLETICA 1987 400 HS, youtube.com, abgerufen am 5. Februar 2024
  - ATLETICA COPPA EUROPA 1987 PRAGA PANETTA 3000 ST, youtube.com, abgerufen am 5. Februar 2024
  - COPPA EUROPA ATLETICA 1987 4X100, youtube.com, abgerufen am 5. Februar 2024
  - COPPA EUROPA ATLETICA 1987 4X400, youtube.com, abgerufen am 5. Februar 2024
  - Ulf Timmermann (East Germany) SHOT PUT 22.01 meters 1987 European Cup Prague, youtube.com, abgerufen am 5. Februar 2024
  - COPPA EUROPA ATLETICA 1987 MARTELLO LITVINOV, youtube.com, abgerufen am 5. Februar 2024
  - 1987 European Cup - men’s javelin (Jan Zelezny), youtube.com, abgerufen am 5. Februar 2024
- Frauenwettbewerbe
  - 1987 European Cup - women’s 200m, youtube.com, abgerufen am 5. Februar 2024
  - 1987 European Cup - women’s 400m, youtube.com, abgerufen am 5. Februar 2024
  - 1987 European Cup - women’s 800m, youtube.com, abgerufen am 5. Februar 2024
  - 1987 European cup Women's 1500m final, youtube.com, abgerufen am 5. Februar 2024
  - 1987 European Cup - women’s 3000m, youtube.com, abgerufen am 5. Februar 2024
  - 1987 European Cup - 100m hurdles, youtube.com, abgerufen am 5. Februar 2024
  - 1987 European Cup - women’s 4x100m, youtube.com, abgerufen am 5. Februar 2024
  - 1987 European Cup - women’s 4x400m, youtube.com, abgerufen am 5. Februar 2024

## Einzelnachweis
1. ↑  1987 XI European Cup Bruno Zauli, Einleitung, sport-olympic.gr (englisch), abgerufen am 5. Februar 2024